# イオン仙台幸町店
イオン仙台幸町店（イオンせんだいさいわいちょうてん）は、イオン東北が運営する、宮城県仙台市宮城野区幸町五丁目にあるショッピングセンターである。
開業当初は、「イオン仙台幸町ショッピングセンター」が商業施設名称であったが、2013年3月1日付で核店舗名である「イオン仙台幸町店」が商業施設としての正式名称となっている。

## 概要
1958年6月から当地で操業を開始した東洋製罐仙台工場が、1983年1月に仙台港近くに移転した。その跡地に当SCは建設され、2003年11月22日に開業した。
店舗棟は4階建てで、1、2階部分を店舗とし、24時間営業で県内最大級の広さの食品売り場を目玉に集客を狙うが、近隣には小・中学校のほか、スーパーやインテリア用品店、カラオケ店、レストランなどが集積するため、交通渋滞や児童、生徒らに対する悪影響を懸念する住民も少なくなく見られた。このため、仙台市が開業前イオン側に非行・交通対策を求める要望書を提出。イオン側も警備員の巡回強化など非行の温床とならないよう環境づくりに努めるなどと回答していた。

## 東日本大震災によるエスカレーター落下
2011年3月11日の本震（東北地方太平洋沖地震）か同年4月7日の余震のいずれかの地震で（どちらによるものであるか具体的な報道はされていない）、エスカレーター1基が下層のエスカレーターを押し潰す形で落下した。当時人は乗っていなかったため、死傷者はなかった。

## アクセス
- 仙台駅前18番乗り場より、仙台市営バス・120系統県庁市役所経由鶴ケ谷七丁目行（A120系統県庁市役所・鶴ケ谷七丁目経由地下鉄旭ケ丘駅行）で、幸町五丁目下車、徒歩1分

## 競合店
- みやぎ生協幸町店 （セラビ幸町）
- ヨークベニマルフォレオ東仙台店